# Turkoty

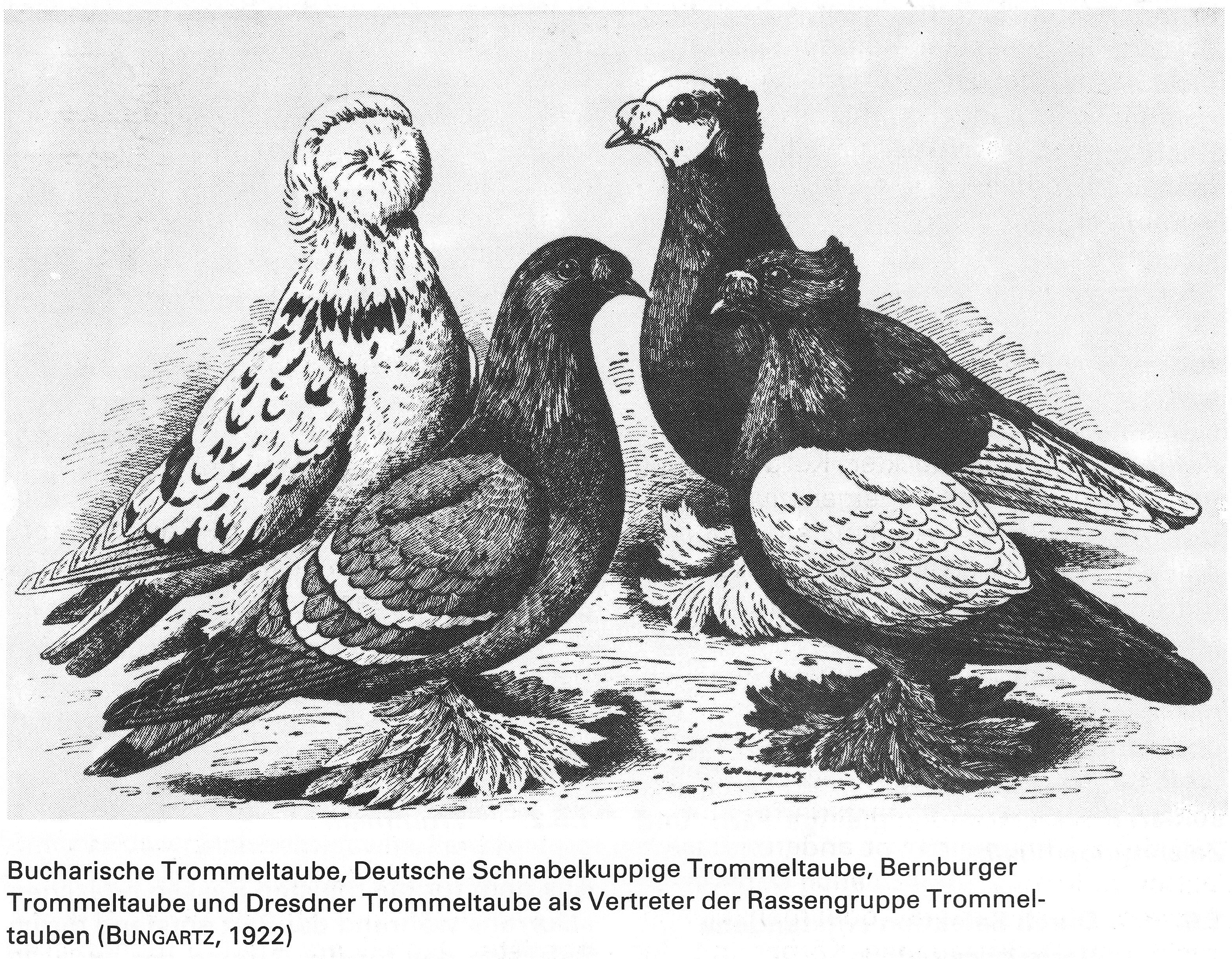
Turkoty

Turkoty – grupa ras gołębia skalnego (Columba livia) występująca tylko w niewoli. 
Grupa ta może mieć bardzo stare korzenie, wspomina o nich Georges-Louis Leclerc de Buffon, w XVIII wieku.
Typowe dla większości turkotów są łapcie na nogach i czubek z piór na głowie. Turkoty wydają odgłosy przypominające bębnienie, trwające 6-10 minut.
Turkoty mają słabą nieśność i płodność.

## Rasy należące do grupy
- Turkot frankoński (512)

- Turkot bernburski (504)

- Turkot bucharski (501)

- Turkot angielski (508)

- Turkot arabski (514)

- Turkot altenburski (513)

- Turkot drezdeński (505)
- Turkot harzburski (506)
- Turkot szmelneński (511)
- Turkot vogtlandzki białogłowy (507)
- Turkot niemiecki jednoczuby (503)
- Turkot niemiecki z rozwidlonym ogonem (509)
- Turkot niemiecki dwuczuby (502)